# 鼠人
《鼠人》（義大利語：Quella villa in fondo al parco）是一部1988年義大利剝削恐怖電影，由朱利安諾·卡尼繆執導。

## 剧情
两名模特马利斯和佩姬在加勒比海的一个小岛上拍摄照片。一天晚上，佩姬死亡，尸体似乎被老鼠吃了。
受害者的姊妹特里来到岛上，在机场遇到的推理小说作家弗雷德·威廉斯的帮助下开始调查。与此同时，马利斯和摄影师在丛林中发现了别的尸体。为了寻求帮助，他们来到一栋与世隔绝的房子，却发现房东是一名科学家，他创造了一种凶猛的变异体，半猿半鼠。

## 演员
- 艾娃·格里馬爾迪（英语：Eva Grimaldi） 饰 马利斯
- 辛琪亞·德卡羅利斯（英语：Cinzia De Carolis） 饰 马利斯（意大利语配音）
- 帕特·史塔克 饰 马利斯（英语配音）
- 大衛·沃貝克（英语：David Warbeck） 饰 弗雷德·威廉斯
- 安東尼奧·科隆內洛（義大利語：Antonio Colonnello） 饰 弗雷德·威廉斯（意大利语配音）
- 珍娜·亞格倫（英语：Janet Ågren） 饰 特里
- 勞拉·賈諾利（義大利語：Laura Gianoli） 饰 特里（意大利语配音）
- 卡羅琳·德·豐塞卡（英语：Carolyn De Fonseca） 饰 特里（英语配音）
- 路易薩·梅農 饰 佩姬
- 歐若拉·坎森（義大利語：Aurora Cancian） 饰 佩姬（意大利语配音）
- 維爾納·波查特（英语：Werner Pochath） 饰 马克
- 斯特凡诺·卡拉罗（義大利語：Stefano Carraro） 饰 马克（意大利语配音）
- 尼爾森·德·拉·羅莎（英语：Nelson de la Rosa） 饰 鼠人
- 安娜·西爾維亞·葛魯隆
- 佩皮托·圭拉
- 荷西·雷斯
- 維克多·普荷斯
- 富蘭克林·多明戈斯

## 发行
《鼠人》於1988年发行。

## 评价
Horror News Network的托德·馬丁讚揚了這部電影的血腥以及尼爾森·德·拉·羅莎和艾娃·格里馬爾迪的表演，但批評了這部電影冗長而無聊的場景，血腥不是其中的因素。The Digital Fix的約翰·懷特給這部電影打了7分（滿分10分），批評其視覺呈現，但也提到“那些喜歡糟糕怪物電影的人會向《鼠人》敞開心扉”。

## 家庭媒體
《鼠人》於2008年3月31日在英国由Shameless Screen Entertainment發行DVD版。这是該片以最完整的版本首次未剪輯發行，長寬比為原始的1.85:1，還包含其他Shameless DVD的預告片、圖片庫和包含新DVD版本和原始海報風格封面的雙面封面。